# Teresa Czeżowska
Teresa Czeżowska (ur. 16 września 1930, zm. 6 stycznia 1952) – polska Sprawiedliwa Wśród Narodów Świata, podczas okupacji niemieckiej razem z rodzicami uratowała 12 Żydów w Wilnie i Hryhorowiczach.

## Życiorys
Teresa mieszkała z rodzicami Tadeuszem i Antoniną Czeżowskimi w Wilnie. Ojciec Tadeusz był profesorem Uniwersytetu Stefana Batorego sprzeciwiającym się  zasadzie numerus clausus oraz antysemickim burdom wzniecanym na uczelni przez endeków. Teresa Czeżowska udzielała pomocy Żydom prześladowanym podczas okupacji niemieckiej poprzez ukrywanie w swoim mieszkaniu, zapewnianie dóbr potrzebnych do przeżycia, a także podrobionych dokumentów. Oprócz tego, znajdowała im bezpieczne kryjówki oraz nielegalnie organizowała im transport.
Została pochowana na cmentarzu parafii św Jakuba w Toruniu.
16 kwietnia 1963 r. Teresa Czeżowska razem z rodzicami Tadeuszem i Antoniną zostali uhonorowani tytułami Sprawiedliwych wśród Narodów Świata. Drzewo poświęcone ich pamięci zostało posadzone w Ogrodzie Sprawiedliwych wśród Narodów Świata.